# Acinetobacter
Genre
Espèces de rang inférieur
- Voir texte

Acinetobacter est un genre de bactéries.

## Caractéristiques
Les souches du genre Acinetobacter sont constituées de bactéries à Gram négatif, non fermentantes, coccoïdes, non sporulées, parfois capsulées, immobiles (mais pouvant présenter une mobilité par saccade résultant de la présence de fimbriae polaires), aérobies strictes, à métabolisme respiratoire strict, catalase positive et oxydase négative.
Les bactéries du genre Acinetobacter sont connues comme étant capables de former des inclusions intracellulaires de polyhydroxyalcanoates  sous des conditions de stress (ex : déficit d’éléments tels que le phosphore, l’azote, l’oxygène combiné avec un excès en sources carbonées)
En phase exponentielle de croissance, les Acinetobacter sp. se présentent sous la forme de bacilles de 0,9 à 1,6 µm de diamètre sur 1,5 à 2,5 µm de longueur, souvent groupés par deux ou parfois en chaînes de longueur variable. Dans les cultures âgées, on peut observer des formes sphériques ou filamenteuses.
Les Acinetobacter sp. ne réduisent généralement pas les nitrates en nitrites en milieu complexe. Toutefois, certaines souches réduisent les nitrates en milieu minéral minimum, mais ces souches ne sont pas capables de croître en anaérobiose en utilisant les nitrates comme accepteur final d'électrons.
L'oxydation du glucose et d'autres sucres en acide gluconique résulte de la présence d'une glucose déshydrogénase membranaire. Durant de nombreuses années, l'oxydation du glucose a été utilisée pour différencier des biovars, des variants, des sous-espèces et même des espèces. En fait, les souches de nombreuses espèces peuvent oxyder le glucose et seules 13 espèces ou genomospecies n'acidifient pas ce sucre.
Une réponse négative est obtenue pour les tests LDC, ODC, ADH, production d'hydrogène sulfuré, indole, bêta-galactosidase et DNase.
Une réponse variable est obtenue pour l'hydrolyse de la gélatine. Quelques souches produisent une uréase ou une phénylalanine désaminase d'activité faible.
Acinetobacter baumannii, Acinetobacter calcoaceticus, Acinetobacter genomospecies 3 et Acinetobacter genomospecies 13 (Ingela Tjernberg et Jan Ursing) sont très difficiles à distinguer par leurs caractères phénotypiques si bien que ces taxons sont souvent regroupés au sein d'un groupe appelé le « complexe Acinetobacter calcoaceticus-baumannii ».

## Taxonomie

### Étymologie
L'étymologie du genre Acinetobacter est la suivante : A.ci.ne.to.bac.ter. Gr. pref. a-, non (préfixe privatif); Gr. ind. v. kineô, se mettre en mouvembre, bouger; N.L. adj. acinetus, incapable de se mouvoir; N.L. masc. n. bacter, un bacille; N.L. masc. n. Acinetobacter, un bacille non mobile. Le nom a été validé en 1980 par l'ICSP et publié dans la liste de validation des noms de bactéries.

## Culture
La croissance est facilement obtenue sur les milieux ordinaires. La température d'incubation doit être comprise en 30 et 35 °C car Acinetobacter johnsonii, Acinetobacter tjernbergiae ainsi que des souches de Acinetobacter genomospecies 11 et de Acinetobacter genomospecies 14 (Tjernberg et Ursing) ne cultivent pas à 37 °C.
Les souches de Acinetobacter parvus cultivent faiblement à 37 °C et leur croissance est meilleure lorsque l'incubation est effectuée à 30 °C.
Sur une gélose Trypticase soja incubée à 30 °C, les colonies sont convexes, circulaires, lisses, translucides ou légèrement opaques, muqueuses pour les souches capsulées et non pigmentées. À l'exception de Acinetobacter parvus, le diamètre des colonies est de 0,5 à 2,0 mm après 24 heures d'incubation et de 2 à 4 mm de diamètre après 48 heures d'incubation. Les colonies de Acinetobacter parvus sont plus petites et leur diamètre ne dépasse pas 0,9 mm après 48 heures d'incubation.
Après 48 heures d'incubation, les colonies obtenues sur une gélose au sang de mouton ou de cheval peuvent être hémolytiques.
Quelques souches de Acinetobacter genomospecies 3 ont une odeur fruitée.

## Infections
Acinetobacter anitratus peut causer des infections diverses et même se rencontrer dans le cadre d'infections hospitalières.